# Tsjerke oan it Dok
De Tsjerke oan it Dok is een kerkgebouw aan het Kerkhof in de Friese plaats Lemmer.
De kerk wordt gebruikt voor de kerkdiensten door de Protestantse Gemeente in deze plaats.

## Beschrijving
De Tsjerke oan it Dok werd in 1716 gebouwd als vervanger van een kerk, die in de 16e eeuw was gebouwd. De bouw vond plaats onder leiding van Auke Bouwes Disma, meester timmerman uit Sneek. Aanvankelijk bestond de kerk uit een beuk met een driezijdige sluiting. Later, in 1759, werd er aan de noordzijde een dwarsbeuk geplaatst. Ook deze dwarsbeuk heeft een driezijdige sluiting. Aan de westzijde van de kerk werd een toren half ingebouwd. De toren heeft een achtkantige lantaarn, met daarboven een rond koepeldak. Aan de zuidzijde van de kerk werd in de tweede helft van de 19e eeuw een consistorie gebouwd.
In de kerk zijn gewelfschilderingen aangebracht die onder meer de noordelijke en de zuidelijke sterrenhemel weergeven. Ook zijn er afbeeldingen van de zon, de maan, wolken en vogels aangebracht. Bij een restauratie in 1984 werden deze schilderingen ontdekt. De rijk versierde preekstoel is halverwege de 18e eeuw gemaakt door Gerben Jelles Nauta, een beeldhouwer uit Sneek. De preekstoel bevat diverse Bijbelse taferelen en christelijke symbolen. Het orgel dateert uit 1842 en is gemaakt door Dirk Sjoerds Ypma, een orgelbouwer uit Bolsward. In 1863 werd het orgel gewijzigd door het Leeuwarder bedrijf L. van Dam en Zonen.
In de muur van de toren is in 1955 boven de ingang van de kerk een oorlogsmonument aangebracht. Het bronzen reliëf, gemaakt door Nico Onkenhout, toont een knielende man, die een duif laat vliegen. Daaronder de tekst: "Har dea us frijdom 1940-1945".
De kerk is erkend als rijksmonument. Het torenuurwerk als gemeentelijk monument

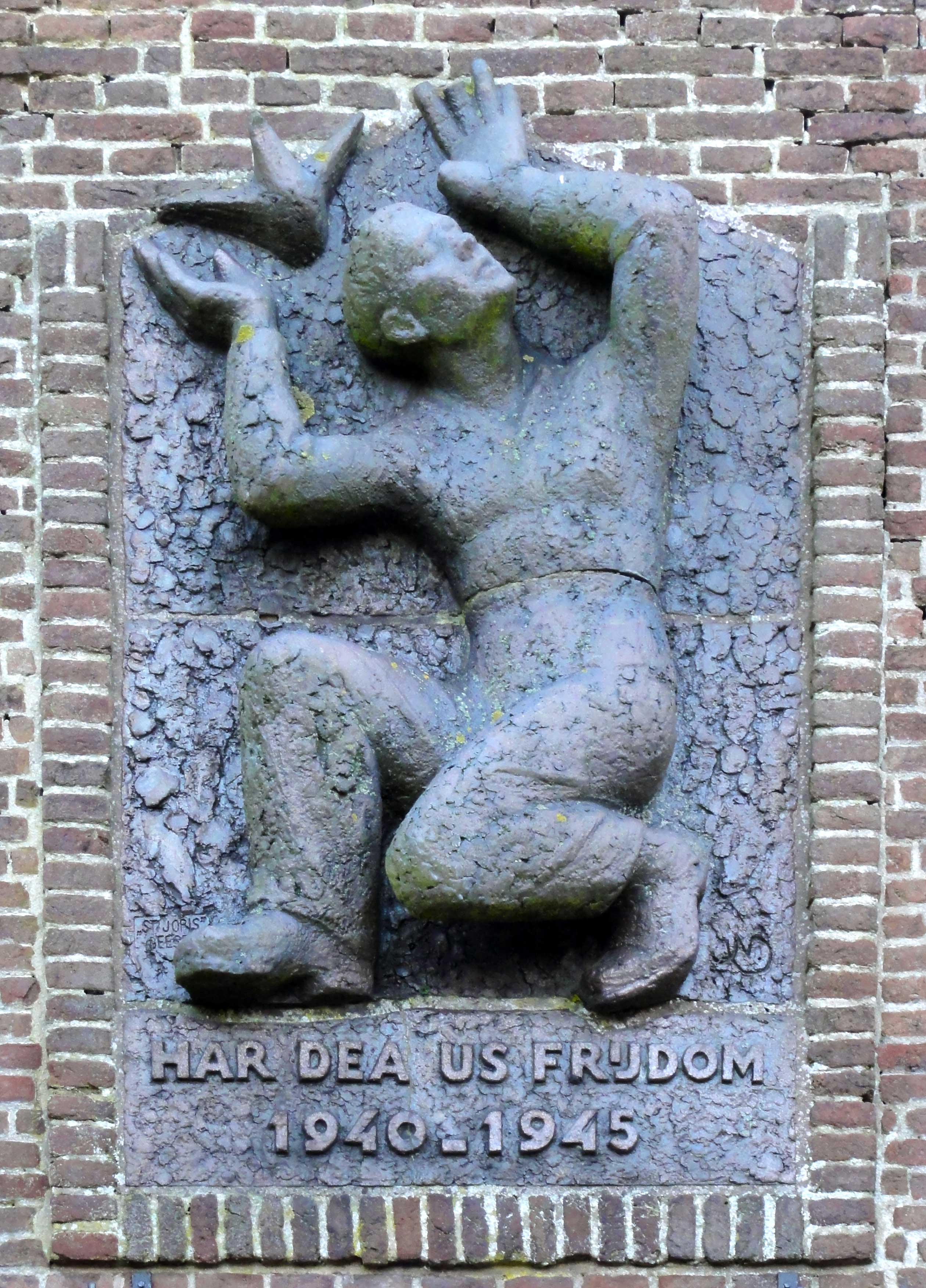
Oorlogsmonument aan de kerkmuur
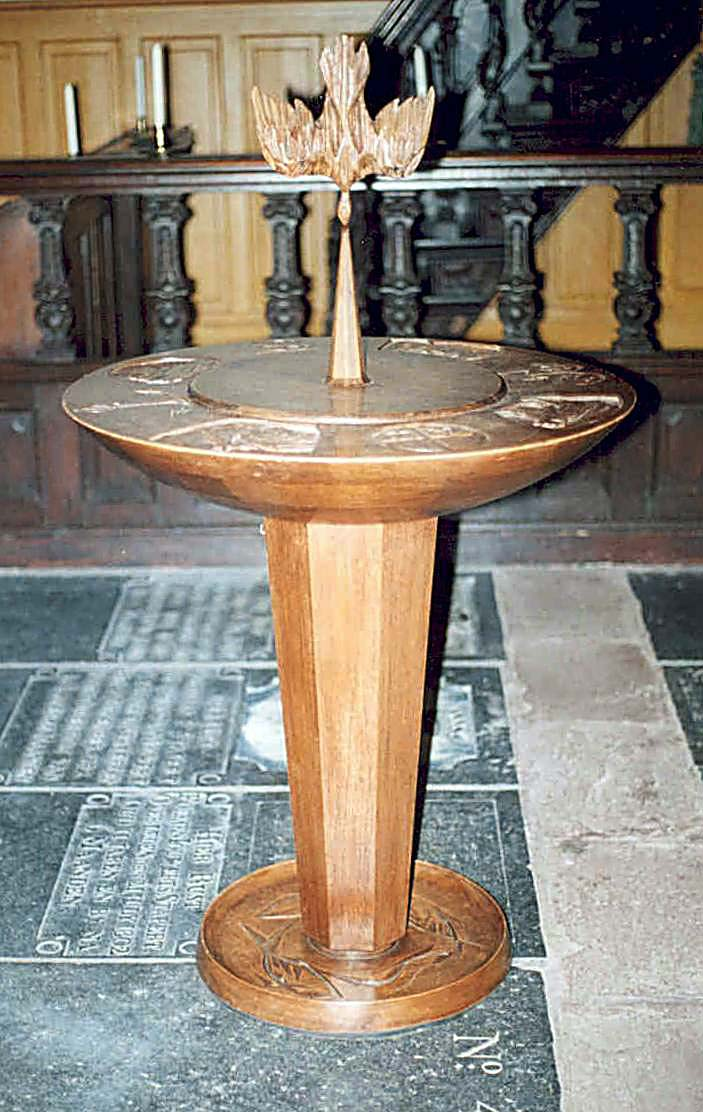
Doopvont gemaakt door Jan Murk de Vries